# دریای ابرها

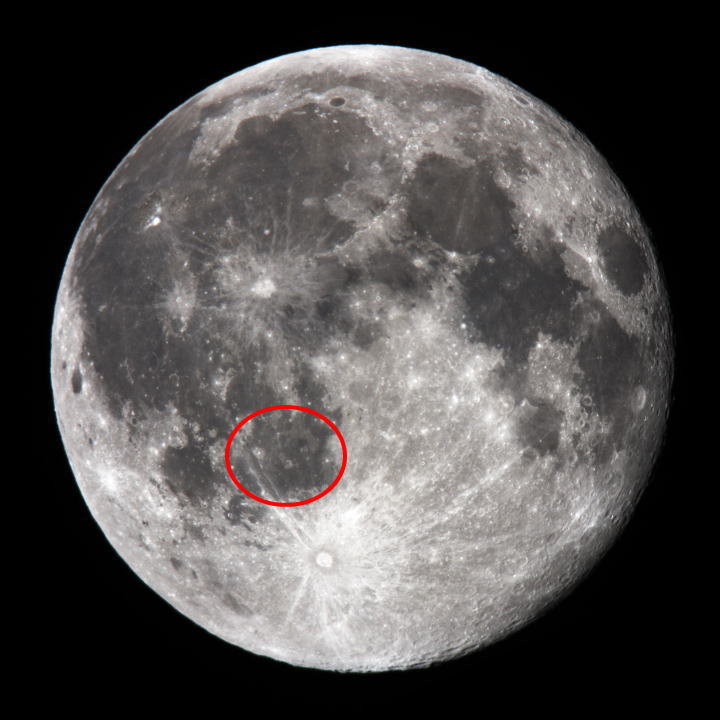
محل دریای ابرها در کرهٔ ماه.

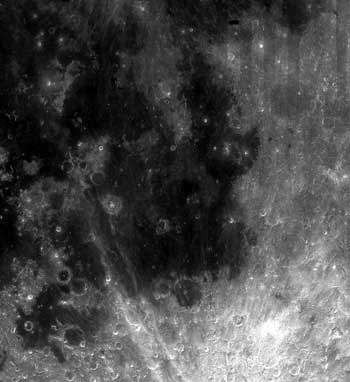
نمای نزدیک‌تر از دریای ابرها.

دَریای ابرها (به لاتین: Mare Nubium) نام یکی از دریاوارهای کرهٔ ماه است.
دریای ابرها در سمت پیدای ماه و در جنوب خاوری اقیانوس توفان‌ها واقع شده‌است.